# Ехегнут (Армавирская область)
Ехегнут (арм. Եղեգնուտ) — село в Армавирской области Армении.

## География
Село расположено в юго-восточной части марза, к западу от автодороги , к северу от реки Аракс, на расстоянии 11 километров к юго-востоку от города Армавира, административного центра области. Абсолютная высота — 845 метров над уровнем моря.
Климат
Климат характеризуется как семиаридный (BSk в классификации климатов Кёппена). Среднегодовая температура воздуха составляет 12,2 °C. Средняя температура самого холодного месяца (января) составляет −2,8 °С, самого жаркого месяца (июля) — 25,5 °С. Расчётная многолетняя норма атмосферных осадков — 288 мм. Наибольшее количество осадков выпадает в мае (49 мм).

## История
Прежнее название села — Молла Бадал.
Позднее село Молла Бадал было переименовано в Бадал, а 4 апреля 1946 года село Бадал Октемберянского района Армянской ССР было переименовано в Ехекнут.

## Население
| Год переписи | Население          | Население          | Население          | Население            | Население            | Население            |
| Год переписи | Наличное население | Наличное население | Наличное население | Постоянное население | Постоянное население | Постоянное население |
| Год переписи | Всего              | Мужчины            | Женщины            | Всего                | Мужчины              | Женщины              |
| ------------ | ------------------ | ------------------ | ------------------ | -------------------- | -------------------- | -------------------- |
| 2001         | 1759               | 868                | 891                | 1876                 | 946                  | 930                  |
| 2011         | 2050               | 1016               | 1034               | 2203                 | 1101                 | 1102                 |